# Stomopneustoida
Ordre
Les Stomopneustoida sont un ordre d'oursins réguliers de l'infra-classe des Carinacea.

## Description et caractéristiques
Ce sont des oursins réguliers. Le test (coquille) est arrondi, avec le péristome (bouche) située au centre de la face orale (inférieure) et le périprocte (appareil contenant l'anus et les pores génitaux) à l'opposé, au sommet de la face aborale (supérieure).
Ces espèces présentent les caractéristiques suivantes :
- ambulacres et inter-ambulacres de largeur identique ;
- tubercules primaires non perforés ;
- radioles (piquants) cylindriques et lisses, sans excroissances[1].

## Évolution
Cet ordre semble être apparu au Jurassique inférieur. À l'heure actuelle, on n'en connait que deux espèces vivantes : Glyptocidaris crenularis (vivant dans l'océan Pacifique) et Stomopneustes variolaris (Indo-Pacifique).

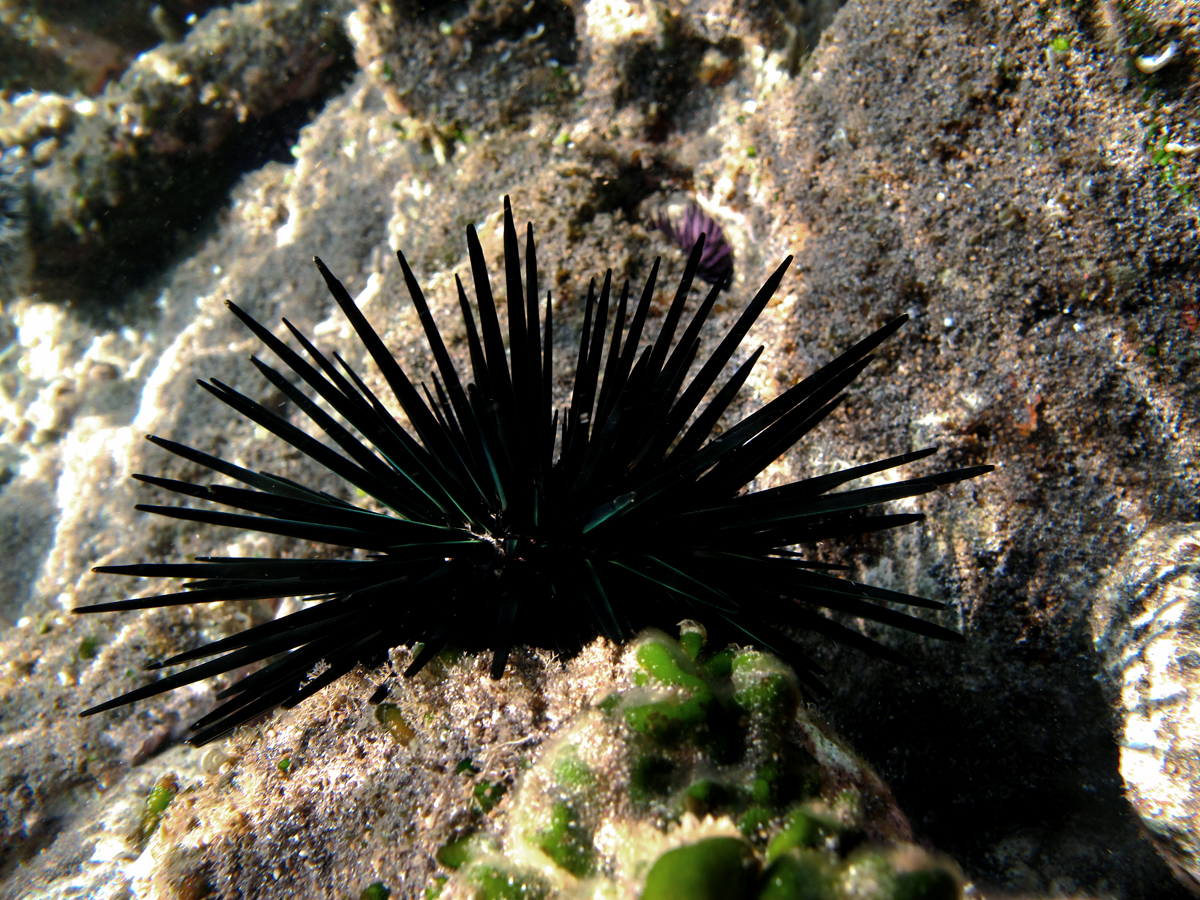
Stomopneustes variolaris à La Réunion

## Liste des familles
Selon World Register of Marine Species (16 décembre 2013) :
- famille Glyptocidaridae Jensen, 1982
  - genre Glyptocidaris A. Agassiz, 1864
    - espèce Glyptocidaris crenularis A. Agassiz, 1863.
- famille Stomechinidae Pomel, 1883 †
- famille Stomopneustidae Mortensen, 1903b
  - genre Phymechinus Desor, 1856 †
  - genre Phymotaxis Lambert & Thiéry, 1914 †
  - genre Promechinus Vadet, Nicolleau & Reboul, 2010 †
  - genre Stomopneustes L. Agassiz, 1841b
    - espèce Stomopneustes variolaris Lamarck, 1816

  - genre Triadechinus H.L. Clark, in Arnold & H.L. Clark, 1927 †

## Publication originale
- (en) Andreas Kroh et Andrew B. Smith, « The phylogeny and classification of post-Palaeozoic echinoids », Journal of Systematic Palaeontology, Taylor & Francis, vol. 8, no 2,‎ 21 mai 2010, p. 147-212 (ISSN 1477-2019 et 1478-0941, DOI 10.1080/14772011003603556).